# Robotech: Love Live Alive
Robotech: Love Live Alive es una película animada en producción por Harmony Gold USA y Tatsunoko Production.
Es una adaptación del OVA de Mospeada: Love Live Alive.

## Producción
El proyecto se anunció en 2011 en el documental Carl Macek's Robotech Universe.
Debido a la inclusión de nuevo material, la película será muy diferente del OVA de Mospeada. Ya que el original es un musical, la adaptación no lo será.
Aún no se sabe de la trama, de las pocas imágenes de la película que se han visto, muestran escenas de las ruinas del SDF-1 y SDF-2, las escenas de batalla de la primera expedición Robotech del 2038 en el cual Lancer pilotea un SFA-5 Conbat, el título de la película, y una
intrigante imagen de Dana Sterling, también aparecerá una versión actualizada de la invid Sera.
Cronológicamente estaría ubicado en el final del episodio 85 contado desde la perspectiva de Lancer y en los momentos finales de la película Robotech: The Shadow Chronicles, además de mostrar escenas del pasado nunca vistas.
La película fue lanzada para venta directa en vídeo el 23 de julio de 2013. La película serviría para conectar la saga de los Maestros de la Robotechnia con la Nueva Generación y abriría el camino para la secuela Shadow Rising.
Además del personal Japonés de la serie original (Tatsunoko Studio) y la colaboración habitual en producciones de Harmony Gold de studios coreanos; en los créditos finales puede leerse el nombre de Ragex Animation, de animadores ecuatorianos, figurando como Director de Animación el nombre de Patricio Mosquera, quien trabajara en 2010 en el fan film "Robotech Skull Knights"
La película animada fue dirigida por Greg Snegoff quien fue la voz en inglés de Khryon y Scott Bernand.

## Personajes
Personajes confirmados que aparecerán:
- Lancer
- Sera
- Lunk
- Rand
- Rook
- Marlene
- Scott Bernard
- Jonathan Wolfe
- Dana Sterling